# Virginie Pouchain
Virginie Pouchain (* 13. Oktober 1980 in Saint-Montan, Ardèche) ist eine französische Sängerin.

## Karriere
Schon im Dezember 2005 hatte France 3, ein französischer Fernsehsender, zu einem Casting namens Et si c’était vous? (Und wenn ihr es wärt?) für den Eurovision Song Contest 2006 aufgerufen. Dem Castingaufruf des Senders folgten 5000 Menschen, darunter die Friseurin Virginie Pouchain. Sie sowie 21 andere Kandidaten kamen ins Finale, von denen 13 vom Sender France 3 ausgewählt wurden, sowie 4 vom Sender France 2 und 4 weitere vom RFO. Virginie gewann nach mehreren K.-o. Runden das Casting und fuhr so zum Eurovision Song Contest in Athen. Eigentlich sollte sie mit dem Chanson Vous c'est nous auftreten. Da sie aber in einer französischen Talkshow gestand, dass ihr das Lied nicht gefällt, entschied sich France 3 sie erneut ins Studio zu schicken, um einen neuen Song aufzunehmen. Das ausgewählte Chanson hieß Il était temps. Mit diesem belegte sie den 22. Platz im Finale des Eurovision Song Contests. Die Single schaffte es bis auf Platz 57 der französischen Charts.
Nach dem Eurovision Song Contest zog sich Pouchain aus der Öffentlichkeit zurück. Sie arbeitete laut einem 2008 veröffentlichten Artikel der Tageszeitung Le Parisien Teilzeit als Friseurin in der Gemeinde Viviers. Sie trat jedoch weiterhin lokal mit Liedern des Komponisten Francis Cabrel auf.
Im April 2012 trat sie beim Fanclubtreffen des französischen OGAE auf. Im Rahmen eines Interviews gab sie bekannt, dass sie mittlerweile in Paris lebe und auf kleineren Bühnen auftrete.